# Ахмед Курт паша
Ахмед Курт паша (на албански: Ahmet Kurt Pasha) е османски функционер от албански произход, първият паша на полунезависимия Бератски пашалък (1774 – 1809) в днешна Централна Албания.

## Живот
Ахмед Курт паша произхожда от албанския знатен род Музаки. Започва военната си кариера на служба при Високата порта в санджак Вльора. Той получава голяма власт около 1760 година, когато е назначен за главен надзорник на безопасността на движението по пътищата в Епир, Тесалия и днешна Централна Гърция. През този период той води постоянни битки и сблъсъци с крадците и нелегалните лодкари в тези райони. Воюва на страната на официалната османска власт срещу Мехмед паша Бушатлия през 1774 година. За оказаната услуга султан Абдул Хамид I му дава земя в централната част на Албания и по този начин се създава Бератският пашалък. След това да смъртта си през 1787 г. Ахмед Курт паша разширява владенията си, включвайки в състава им все нови и нови земи и достигайки до границите на Шкодренския пашалък на север и до Янинския пашалък на юг.
Влиза в конфликт с могъщия Али паша Янински (някога неговото протеже), който анексира Берат след смъртта на Ахмед Курт паша.